# Пермський державний університет
Пермський державний університет (рос. Пермский государственный университет) — класичний заклад вищої освіти в російській Пермі, заснований у 1916 році.
Член Асоціації класичних університетів Росії.

## Історія
Згідно Акту Міністерства народної освіти Росії від 1 жовтня 1916 року № 2773 було засновано Пермське відділення Петроградського університету в складі перших трьох курсів трьох факультетів. На відділення надійшло 522 студента, було створено 32 кафедри.
Вже на базі Пермського відділення постановою Тимчасового Уряду Росії від 1 липня 1917 року № 752 було відкрито Пермський університет.
Першими факультетами Пермського університету були: фізико-математичний [6], історико-філологічний та юридичний.
З 1917 року медичне відділення фізико-математичного факультету перетворено на медичний факультет.
У 1918 році було створено фармацевтичне відділення при фізико-математичному факультеті. Тоді ж відкритий сільськогосподарський і лісовий факультет. У 1922 році перейменований на агрономічний.
У 1919 році створений факультет суспільних наук на базі історико-філологічного і юридичного факультетів.
У 1922 році утворений педагогічний факультет в результаті злиття факультету суспільних наук з фізико-математичним факультетом.
У 1922 році з ініціативи завідувача кафедри ботаніки проф. А. Г. Генкеля створений ботанічний сад університету.
Скорочення числа професорів в 1930-і роки пов'язано з виокремленням з Пермського університету самостійних інститутів: хіміко-технологічного (Березники), ветеринарного (Троїцьк), сільськогосподарського, медичного, педагогічного, а пізніше — фармацевтичного (1936) і політехнічного (1960) інститутів.
Внслідок реорганізації структури закладу в 1930-х роках ряд факультетів університету стали самостійними вузами:
- У 1930 році педагогічний факультет було виділено в самостійний педагогічний інститут (з 1995 року — Пермський державний педагогічний університет, з 2012 року — Пермський державний гуманітарно-педагогічний університет)[14].
- У 1930 році сільськогосподарський факультет перетворений у самостійний Уральський сільськогосподарський інститут (з 1933 року — Пермський сільськогосподарський інститут), у 1995 році отримав статус академії[9].
- У 1931 році медичний факультет перетворений у Пермський медичний інститут (з 1994 року — Пермська державна медична академія, з 2014 року — Пермський державний медичний університет)[6].
- У 1931 році створений біологічний факультет[15]. Відтоді до складу університету входятьз фізико-математичний, біологічний та геологічний факультети[12].
- У 1936 році фармацевтичне відділення перетворено на Пермський державний фармацевтичний інститут, який отримав в 1995 році статус академії[6].
- У 1941 році відновлений історико-філологічний факультет.
- У 1948 році відновлений юридичний факультет[16][17].
- У 1949 році відкрито технічний факультет[18] з відділеннями металургії, гірської справи, хіміко-технологічним і цивільного будівництва[19].

Пізніше виникли:
- 1955 — географічний факультет[20];
- 1959 — економічний факультет[21];
- 1960 — фізико-математичний факультет розділився на фізичний і механіко-математичний [25]. Історико-філологічний факультет розділився на два факультети: історичний ТА філологічний[22]. Чотири відділення технічного факультету увійшли до складу Пермського політехнічного інституту[23][24] (з 1992 року — університет[25]);
- 1996 — створено філософсько-соціологічний факульте[26]. Історичний факультет перетворений на історико-політологічний[27];
- 2003 — створено факультет сучасних мов і літератур[28].

7 квітня 2014 року було створено Фонд цільового капіталу Пермського університету для підтримки і додаткового фінансування закладу.
З часу заснування пережив ряд реорганізація:
- Пермський університет (1917—1934);
- Пермський державний університет імені О. М. Горького (1934—1940);
- Молотовський державний університет імені О. М. Горького (1940—1957);
- Пермський державний університет імені О. М. Горького (1957—1966);
- Пермський ордена Трудового Червоного Прапора державний університет імені О. М. Горького (1966—1993);
- Пермський державний університет (з 1993).

## Структура

### Навчальні підрозділи
- Біологічний факультет
- Географічний факультет
- Геологічний факультет
- Історико-політологічний факультет
- Механіко-математичний факультет
- Факультет сучасних іноземних мов та літератур
- Фізичний факультет
- Філософсько-соціологічний факультет
- Філологічний факультет
- Хімічний факультет
- Економічний факультет
- Юридичний факультет.

### Загальноуніверситетські кафедри
- Кафедра педагогіки
- Кафедра фізичної культури і спорту.

### Довузівської освіти
- Академічна школа інформаційних технологій
- Комп'ютерна школа
- Школа юних дослідників

### Фундаментальної наукової освіти
- Факультет підвищення кваліфікації професорсько-викладацького складу вищих навчальних закладів
- Центр додаткової освіти «Littera»
- Центр психологічної освіти (ЦПО)

### Загальноуніверситетські підрозділи
- Ботанічний сад імені професора О. Г. Генкеля
- Обчислювальний центр — центр нових технологій навчання
- Інкубатор креативного бізнесу
- Інформаційний центр Євросоюзу
- Медіацентр «Радіо ПДУ»
- Музеї університету
- Наукова бібліотека
- Науково-освітній центр «Паралельні та розподілені обчислення» (НОЦ Пірву)
- Об'єднана редакція Вісників ПДНІУ
- Редакція газети «Пермський університет»
- Редакція журналу «Вісник Пермського університету»
- Редакція журналу «Пермський державний університет»
- Спортивний клуб
- Студентський палац культури
  - Творча лабораторія «ПТАХ»
- Університетський центр Інтернет (УЦІ)
- Центр геоінформаційних систем Пермського університету (ГІС-центр)
- Центр колективного користування (НІЦКП)
- Центр профорієнтації та кар'єри «Alma Mater»
- Економічний коледж при ПГНІУ
- Юридичний коледж при ПГНІУ

### Відокремлені підрозділи
- Природничонауковий інститут (ЄТІ)
- Регіональний інститут безперервної освіти (РИНО)
- Солікамська філія ПДНІУ.

## Масове вбивство 2021 року
20 вересня 2021 року 18-річний студент університету влаштував стрілянину у восьмому корпусі геологічного факультету. В результаті 8 осіб загинуло, ще понад 20 отримали поранення..